# موسى بن حنوخ
موسى بن حنوخ (بالعبرية: משה בן חנוך ، توفي 965م) عالم تلمودي يهودي، نقل العلوم التلمودية من العراق وإيطاليا إلى الأندلس، وشغل منصب الحاخام الأكبر ليهود الأندلس في عهد الخليفة عبد الرحمن الناصر لدين الله، وكان المنصب الثاني في الأهمية، حيث يليه منصب الناسي، الذي كان يشغله حسداي بن شبروط.

## مسيرته
وفقا للمؤرخ اليهودي إبراهيم بن داود ، فإن موسى بن حنوك سافر إلى البحر الأبيض المتوسط الغربي قادما من صورا، رفقة ثلاثة حاخامات آخرين قادمين من المدارس التلمودية العراقية، وعند خروجهم من مينا جنوب إيطاليا اختطفهم القراصة وتم بيعهم عبيدا للمجتمعات اليهودية المنتشرة في مدن البحر المتوسط، فكان موسى بن حنوخ من نصيب حسداي بن شبروط ، كبير يهود الأندلس. وكان ناتان قاضياً لليهود في قرطبة، فتنازل عن منصبه لموسى بن حنوخ.
أسس ابن شبروط حلقة تلمودية في قرطبة، وعيَّن موسى بن حنوخ رئيساً لها حتى يحقق الاستقلال ليهود الأندلس. وقد نجح في مسعاه إذ فاقت حلقة قرطبة في شهرتها وأهميتها الحلقات التلمودية في العراق.
فتعاون حسداي وابن حنوخ على تنظيم شؤون اليهود في الأندلس، وتطـوير المدرسـة اليهودية في قرطبة، فاستقدموا إليها عدداً من أحبار اليهود من كل بقاع العالم، وجلبوا من المدارس اليهودية في العراق نسخاً ثمينة من التلمود. فحصلت هذه المدرسة علـى شـهرة كبيرة، وأصبح الطلاب اليهود يتدفقون إليها من مختلف مدن الأندلس والشمال الأفريقـي.
عند وفاته، خلفه ابنه حنوخ بن موسى في المنصب.